# Per Arnoldi
Per Arnoldi (født 25. maj 1941 i København) er en autodidakt, verdensberømt, modernistisk kunstner. Han er især kendt for sine plakater og regnes for en af Danmarks vigtigste plakatkunstnere. Hans vidtspændende produktion strækker sig over mange medier fra maleri til skulptur. Derudover arbejder han som kunstnerisk rådgiver, senest i forbindelse med opførelsen af Operaen, hvor Arnoldi bl.a. har stået for design af logo og scenetæppe.
Hans gennembrud som professionel plakattegner kom med design af plakater for DSB i 1975. I 1983 blev han landskendt efter at have været vært i Kunstquiz på DR tv. Han har stor succes i Japan, hvor han ud over kunstudsmykning har udstillet med sine malerier.
Han er kendt for et stramt og let genkendeligt form- og farvesprog. Som maler bruger Per Arnoldi altid grundfarverne (rød/gul/blå) på en bund af sort. 
Arnoldi var TV-vært og producer på DRs kunstquiz i 1980'erne. Han blev æreskunstner i Østermarie i 2008 og har en vej i byen opkaldt efter sig. I 2011 modtog han Modersmål-Prisen.
Per Arnoldi er gift med skuespilleren Christiane Rohde.

## Kunstnerisk virke

### Udvalgte separatudstillinger
- Århus Kunstmuseum 1968 (m. Jørgen Haugen Sørensen)
- Tranegaarden 1972
- Fyns Kunstmuseum 1975
- Århus Kunstbygning 1978
- Galleri Arnesen, København 1978-80
- Nordjyllands Kunstmuseum 1981
- Kunstindustrimuseet 1981
- Esbjerg Kunstmuseum 1984
- Charlottenborg 1985
- Galleri Jespersen, Odense 1987
- Herning Kunstmuseum 1991
- Randers Kunstmuseum
- Kunsthallen Brandts Klædefabrik, Odense 2000
- Dialog, Galerie Egelund, København 2006

### Udvalgte gruppeudstillinger
- Charlottenborgs Forårsudstilling 1961-62, 1964
- Kunstnernes Efterårsudstilling 1963-64
- Decembristerne 1966
- Den Frie Udstilling 1966, 1971-73
- Grønningen (kunstnergruppe) 1967-68, 1973-76
- Art Danois, Grand Palais, Paris 1973
- Nordjyllands Kunstmuseum 1976
- Galleri Mikael Andersen, København 1998
- Keramik, Holstebro Kunstmuseum 1999
- Keramik, Bornholms Kunstmuseum 1999

### Repræsenteret på
- Museum of Modern Art, New York City, USA
- Museum of Modern Art, Toyama, Japan
- Victoria and Albert Museum, London
- Stedelijk Museum, Amsterdam
- Gemeente Museum, Haag
- Neues Museum für Angewandte Kunst, München
- Israel Museum, Jerusalem
- Den Kongelige Kobberstiksamling
- Kunstindustrimuseet
- Nordjyllands Kunstmuseum
- Randers Kunstmuseum
- Skagen Odde Naturcenter

### Udvalgte udsmykninger
- Commerzbank, Frankfurt
- Reichstag, Berlin
- Deutsche Bundesbahn
- Japan Railways

### Plakatarbejde
Per Arnoldi har blandt andet lavet plakater for:
- Guggenheim museum, New York City
- Museum of Contemporary Art, Chicago
- Lincoln Center, New York City
- Louisiana Museum for Moderne Kunst
- Det Kongelige Teater
- American Ballet Theatre
- The Chicago Symphony Orchestra
- Montreux Festivalen Rose d'Or
- British Rails
- DSB
- Novo Nordisk
- Siemens

## Udmærkelser, priser og legater
- Toulouse-Lautrec-Prisen 1985
- Prix Savignac, Paris 1993
- Guldmedalje ved 4. Plakatbiennale, Mexico City 1996
- AIA Honor Award 1997
- Statens Kunstfonds 3-årige arbejdslegat 2000
- Eckersberg Medaillen 2000
- Ridder af Dannebrogsordenen 20. maj 2003
- Modersmål-Prisen 2011

## Eksterne link og kilder
- Per Arnoldi på Kunstindeks Danmark/Weilbachs Kunstnerleksikon
- Interview med Alev Siesbye og Per Arnoldi Arkiveret 30. januar 2012 hos  Wayback Machine
- “Arnoldismen” Kunstavisen Arkiveret 7. september 2006 hos  Wayback Machine
- AROS artikel Arkiveret 15. juni 2004 hos  Wayback Machine
- Per Arnoldi på Internet Movie Database (engelsk)
- Per Arnoldi på Filmdatabasen

|  | Artiklen om Per Arnoldi kan blive bedre, hvis der indsættes et (bedre) billede Du kan hjælpe ved at afsøge Wikimedia Commons for et passende billede eller uploade et godt billede til Wikimedia Commons iht. de tilladte licenser og indsætte det i artiklen. |